# Carlos Mugica
Carlos Mugica (né à Buenos Aires le 7 octobre 1930 - mort à Quilmes le 11 mai 1974) était un curé argentin, jésuite proche du Mouvement des prêtres pour le Tiers-monde, assassiné le 11 mai 1974 par la Triple A, un escadron de la mort dirigé en sous-main par le ministre d'Isabel Perón, José López Rega. Mugica travaillait dans un bidonville, la Villa 31, à Buenos Aires (quartier du Retiro), qui prit également son nom en tant qu'appellation populaire. Dans la lignée du mouvement des prêtres-ouvriers, il fonda la paroisse du Christ ouvrier.

## Biographie
Carlos Francisco Sergio Mugica Echagüe était le fils d'Adolfo Mugica, fondateur du Parti conservateur, député de 1938 à 1942 et Ministre des Relations extérieures du gouvernement d'Arturo Frondizi en 1961, et de Carmen Echagüe, elle-même fille de propriétaires terriens fortunés de Buenos Aires. Il eut six frères et sœurs.
Carlos Mugica commença à travailler auprès de familles pauvres en 1954, dans la paroisse de Santa Rosa de Lima à Buenos Aires, s'approchant alors du péronisme puis, dans les années 1960, de certaines des idées socialistes de Che Guevara. En sus de ses activités de prêtre-ouvrier, il était conseiller spirituel de la Jeunesse étudiante catholique (JEC) du Collège national de Buenos Aires et de la Jeunesse universitaire catholique de la faculté de médecine. En 1964, la JEC prit de l'ampleur avec l'arrivée de Carlos Gustavo Ramus, qui devint son président; c'est à cette époque qu'y entra Mario Firmenich, futur leader des Montoneros. D'autres futurs militants Montoneros firent leurs premières armes à la JEC, où Mugica leur transmis les idées de Pierre Teilhard de Chardin, du personnalisme d'Emmanuel Mounier ainsi que des théologiens Yves Congar et Michel Quoist. Il célébra ainsi les obsèques de Fernando Abal Medina, tué en 1970 par la police sous la dictature, ce qui lui valut d'être arrêté et incarcéré quelques jours pour « incitation à la violence ».
Fidèle à sa conception évangélique, Mugica n'appuya cependant jamais la lutte armée, sujet débattu avec les jeunes en particulier lors de la dictature de la Révolution argentine (1967-1973). Il partageait cette position avec le père Carbone, conseiller spirituel de la JEC au niveau national. Dans ses activités, Mugica était appuyé par Lucía Cullen, détenue-disparue peu avant le coup d'Etat du 24 mars 1976 mettant fin au régime civil d'Isabel Perón.
Dans les années 1970, Mugica devint très critique envers les Montoneros et leur direction. Le 7 décembre 1973, quelques mois après les élections de mars, premières entièrement démocratiques depuis la chute de Juan Perón dans les années 1950, il déclara ainsi : « Comme le dit la Bible, il faut laisser les armes pour s'emparer des charrues. »

## Assassinat

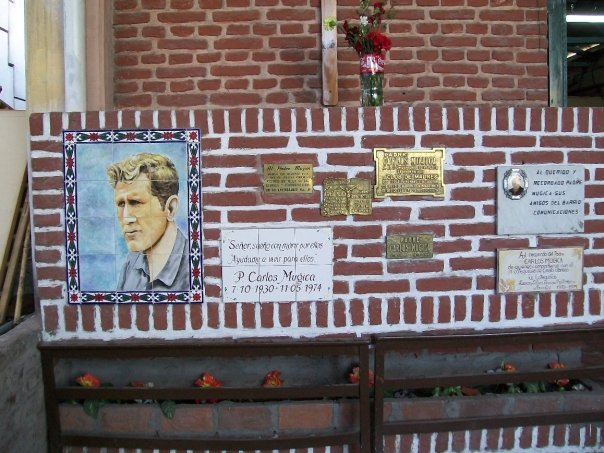
La tombe du père Mugica dans la paroisse du Christ ouvrier, dans la Villa 31.

Toutefois, en raison de son orientation proche de la théologie de la libération, il fut sujet à un intense feu de critiques et de menaces de mort, lesquelles se concrétisèrent le 11 mai 1974 lors d'une embuscade. Celle-ci eut lieu alors qu'il allait monter dans sa Renault 4 stationnée devant l'église de San Francisco Solano (es) dans le quartier porteño de Villa Luro, où il venait de célébrer la messe.
Certaines versions affirment qu'un homme à moustaches, peut-être Rodolfo Eduardo Almirón, l'un des leaders de la Triple A, s'approcha alors, lui tirant dessus avec une mitraillette Ingram M-10. Mugica décéda peu de temps après, à l'hôpital. Ses dernières paroles auraient été: « Maintenant plus que jamais, il faut être avec le peuple! »
À l'époque, d'autres versions circulèrent selon quoi il aurait été assassiné par les Montoneros en raison de ses critiques à l'égard de ces derniers. Les Montoneros et la Triple A s'accusaient alors mutuellement du meurtre. Le péroniste Antonio Cafiero aurait raconté qu'il lui avait dit qu'il se sentait menacé par ces derniers. Un frère de Mugica raconta au contraire que Mugica se savait directement visé par la Triple A et qu'il l'aurait chargé de raconter ces craintes après sa mort, ce qu'il ne fit pas par peur de représailles. Le futur député et historien Miguel Bonasso raconte qu'ayant pris connaissance de ce meurtre, le dirigeant péroniste Arturo Sampay lui dit alors:
« L'assassinat du père Mugica est la réponse de Perón à votre retrait de la place [allusion à l'incident du 1er mai 1974 qui signa la rupture définitive entre Perón et les Montoneros]. Il s'agit d'une opération machiavélique, destinée à provoquer les Montoneros à s'entretuer. Trop intelligente pour que cet animal de López Rega ait pu y penser. »
Les historiens actuels ont retenu la thèse de l'assassinat par la Triple A. La présidente Cristina Fernández de Kirchner est venue rendre hommage au père Mugica dans la Villa 31 le 11 mai 2010.

## Vidéos et films
- Informe periodístico sobre el sacedote Carlos Mugica (1973), de Roberto Di Chiara
- "Los malditos caminos", película sobre el padre Carlos Mugica
- "Elefante blanco" de Pablo Trapero, fiction sur deux prêtres des bidonvilles de Buenos Aires, s'inspirant de la vie du père Mugica qui est nommé et montré (en photo) dans le film

## Source originale
- (es) Cet article est partiellement ou en totalité issu de l’article de Wikipédia en espagnol intitulé « Carlos Mugica » (voir la liste des auteurs).